# Ветрен-Дол
Ве́трен-Дол (болг. Ветрен дол) — село в Пазарджицькій області Болгарії. Входить до складу общини Септемврі.

## Населення
За даними перепису населення 2011 року у селі проживали 1452 особи.
Національний склад населення села:
| Національність   | Кількість осіб | Відсоток |
| ---------------- | -------------- | -------- |
| болгари          | 1313           | 95,6%    |
| цигани           | 53             | 3,9%     |
| турки            | 0              | 0%       |
| інша             | 3              | 0,2%     |
| не визначились   | 5              | 0,4%     |
| Всього відповіли | 1374           |          |

Розподіл населення за віком у 2011 році:
Динаміка населення: